# Winston (Durham)
Winston – wieś i civil parish w Anglii, w hrabstwie Durham. Leży 29 km na południowy zachód od miasta Durham i 355 km na północ od Londynu. W 2011 roku civil parish liczyła 431 mieszkańców.